# Roberto García (Schauspieler)
Roberto García Ruiz (* 5. März 1974 in Kantabrien) ist ein spanischer Schauspieler.

## Leben
García besuchte einige Kurse der Schauspielschule Central de Cine. Erste Mitwirkung für die Filmindustrie erfolgte 2012 in der Dokumentation Alma de Maiz. 2015 war García in der Fernsehserie Olmos y Robles zu sehen. Von 2017 bis 2020 war er in der Netflix-Original-Serie Haus des Geldes in der Rolle des Oslo zu sehen.

## Filmografie
- 2012: Alma de Maiz
- 2015: Olmos y Robles (Fernsehserie)
- 2017: Historias de la Cárcel: Episode I Memorias Tatuadas (Fernsehfilm)
- 2017–2020: Haus des Geldes (La casa de papel) (Netflixserie, 16 Episoden)
- 2021: Hombre muerto no sabe vivir
- 2023: Operation Marea Negra (Prime Video, 3 Episoden)